# João Viana (político)
João Victor Viana Pereira (São Bernardo do Campo, 26 de agosto de 2000) é um político brasileiro, atualmente vereador do município de São Bernardo do Campo, no estado de São Paulo. Filiado ao Cidadania, foi eleito em 2024 com 6 897 votos, tornando-se o vereador mais jovem da história da cidade.

## Formação acadêmica e início da carreira
João Viana é formado em Ciências Sociais pela Universidade de São Paulo (USP), onde ingressou em 2019. Antes disso, cursou ensino técnico em eletrônica no Colégio Salvador Arena.
Atuou por quatro anos como assessor parlamentar do deputado federal Alex Manente.

## Trajetória política
Viana concorreu pela primeira vez ao cargo de vereador em 2016, obtendo 1 682 votos e ficando como primeiro suplente. Na eleição de 2024, João Viana foi eleito vereador com 6 897 votos, ficando em quinto lugar na votação geral da cidade, e tornou-se o parlamentar mais jovem eleito nas sete cidades do Grande ABC.

## Iniciativas intermunicipais
Em fevereiro de 2025, João Viana reuniu vereadores eleitos com menos de 30 anos das sete cidades do Grande ABC para lançar a **Bancada da Juventude do Grande ABC**, com o objetivo de fortalecer a participação juvenil na política regional e discutir temas como educação, emprego e mobilidade.

## Envolvimento com movimentos sociais
É integrante do movimento suprapartidário Acredito, voltado à renovação política, tendo fundado um núcleo regional no Grande ABC. Criou o perfil Câmara Secreta nas redes sociais, com o objetivo de aproximar a população do funcionamento da Câmara Municipal e promover maior transparência legislativa.